# What's Love Got to Do with It (bài hát)
"What's Love Got to Do with It" là một bài hát của nghệ sĩ thu âm người Mỹ Tina Turner nằm trong album phòng thu hát đơn thứ năm của bà, Private Dancer (1984). Nó được phát hành như là đĩa đơn thứ ba trích từ album vào ngày 1 tháng 5 năm 1984 bởi Capitol Records. Bài hát được viết lời và sản xuất bởi Terry Britten, cộng tác viên quen thuộc xuyên suốt sự nghiệp của nữ ca sĩ, bên cạnh sự tham gia đồng viết lời từ Graham Lyle. Trước khi được thể hiện bởi Turner, "What's Love Got to Do with It" đã được đề nghị cho nhiều nghệ sĩ khác nhau, bao gồm Donna Summer, Cliff Richard và Phyllis Hyman, nhưng đã không thể thực hiện bởi nhiều lý do khác nhau. Ngoài ra, ban nhạc Anh quốc Bucks Fizz đã thu âm nó và dự định phát hành cho album thứ tư của họ I Hear Talk (1984), nhưng đã bị gác lại sau khi Turner phát hành trước. Đây là một bản pop và R&B ballad mang nội dung đề cập sự nghi ngờ của một người phụ nữ đối với tình cảm của một người đàn ông, trong đó cô thể hiện quan điểm rằng mối quan hệ của họ không xuất phát từ tình yêu.
Sau khi phát hành, "What's Love Got to Do with It" nhận được những phản ứng tích cực từ các nhà phê bình âm nhạc, trong đó họ đánh giá cao chất giọng nội lực của Turner và quá trình sản xuất nó, đồng thời gọi đây là sự trở lại đích thực của bà. Ngoài ra, bài hát còn gặt hái nhiều giải thưởng và đề cử tại những lễ trao giải lớn, bao gồm chiến thắng ba giải Grammy cho Thu âm của năm, Bài hát của năm và Trình diễn giọng pop nữ xuất sắc nhất tại lễ trao giải thường niên lần thứ 27. "What's Love Got to Do with It" cũng tiếp nhận những thành công vượt trội về mặt thương mại trên toàn thế giới, đứng đầu các bảng xếp hạng ở Úc và Canada, và lọt vào top 10 ở hầu hết những quốc gia nó xuất hiện, bao gồm vươn đến top 5 ở những thị trường lớn như Áo, Ireland, New Zealand, Thụy Điển và Vương quốc Anh. Tại Hoa Kỳ, nó đạt vị trí số một trên bảng xếp hạng Billboard Hot 100 trong ba tuần liên tiếp, trở thành đĩa đơn quán quân đầu tiên và duy nhất của Turner, đồng thời phá vỡ kỷ lục lúc bấy giờ cho Nghệ sĩ nữ lớn tuổi nhất có đĩa đơn thống trị bảng xếp hạng tại đây.
Video ca nhạc cho "What's Love Got to Do with It" được đạo diễn bởi Mark Robinson, trong đó bao gồm những cảnh Turner đi bộ xuống phố và gặp gỡ những người xung quanh, xen kẽ với những hình ảnh bà hát trực tiếp trước máy quay. Nó đã chiến thắng một hạng mục tại giải Video âm nhạc của MTV năm 1985 cho Video xuất sắc nhất của nữ ca sĩ. Để quảng bá bài hát, nữ ca sĩ đã trình diễn nó trên nhiều chương trình truyền hình và lễ trao giải lớn, bao gồm giải Video âm nhạc của MTV năm 1984 và giải Grammy lần thứ 27, cũng như trong nhiều chuyến lưu diễn của bà. Được ghi nhận là bài hát trứ danh trong sự nghiệp của Turner, "What's Love Got to Do with It" đã được hát lại và sử dụng làm nhạc mẫu bởi nhiều nghệ sĩ, như The Notorious B.I.G., Maroon 5, Warren G, J. Cole, Fat Joe, Ashanti, Ja Rule và Chris Brown, cũng như xuất hiện trong nhiều album tuyển tập của bà, bao gồm Simply the Best (1991) và All the Best (2004). Ngoài ra, bài hát còn được xếp ở vị trí thứ 309 trong danh sách 500 bài hát xuất sắc nhất mọi thời đại của Rolling Stone và được vào vinh danh tại Đại sảnh Danh vọng Grammy vào năm 2012.

## Danh sách bài hát
Đĩa 7" tại châu Âu và Anh quốc
1. "What's Love Got to Do with It" – 3:49
2. "Don't Rush the Good Things" – 3:45

Đĩa 7" tại Hoa Kỳ
1. "What's Love Got to Do with It" – 3:49
2. "Rock and Roll Widow" – 4:38

## Xếp hạng
| Bảng xếp hạng (1984)                     | Vị trí cao nhất |
| ---------------------------------------- | --------------- |
| Úc (Kent Music Report)                   | 1               |
| Áo (Ö3 Austria Top 40)                   | 4               |
| Bỉ (Ultratop 50 Flanders)                | 20              |
| Canada (RPM)                             | 1               |
| Canada Adult Contemporary (RPM)          | 1               |
| Châu Âu (European Hot 100 Singles)       | 9               |
| Pháp (SNEP)                              | 21              |
| Đức (Official German Charts)             | 7               |
| Ireland (IRMA)                           | 4               |
| Ý (FIMI)                                 | 21              |
| Hà Lan (Dutch Top 40)                    | 15              |
| Hà Lan (Single Top 100)                  | 10              |
| New Zealand (Recorded Music NZ)          | 3               |
| Na Uy (VG-lista)                         | 10              |
| Nam Phi (Springbok Radio)                | 2               |
| Tây Ban Nha (PROMUSICAE)                 | 6               |
| Thụy Điển (Sverigetopplistan)            | 4               |
| Thụy Sĩ (Schweizer Hitparade)            | 8               |
| Anh Quốc (OCC)                           | 3               |
| Hoa Kỳ Billboard Hot 100                 | 1               |
| Hoa Kỳ Adult Contemporary (Billboard)    | 8               |
| Hoa Kỳ Hot R&B/Hip-Hop Songs (Billboard) | 2               |

| Bảng xếp hạng (1984)                 | Vị trí |
| ------------------------------------ | ------ |
| Australia (Kent Music Report)        | 22     |
| Canada (RPM)                         | 3      |
| Germany (Official German Charts)     | 35     |
| Italy (FIMI)                         | 100    |
| Netherlands (Single Top 100)         | 76     |
| New Zealand (Recorded Music NZ)      | 13     |
| UK Singles (Official Charts Company) | 20     |
| US Billboard Hot 100                 | 2      |
| US Adult Contemporary (Billboard)    | 50     |
| US Hot R&B/Hip-Hop Songs (Billboard) | 3      |
| Bảng xếp hạng (1985)                 | Vị trí |
| South Africa (Springbok Radio)       | 14     |

| Bảng xếp hạng                | Vị trí |
| ---------------------------- | ------ |
| US Billboard Hot 100         | 289    |
| US Billboard Hot 100 (Women) | 91     |

## Chứng nhận
| Quốc gia                                  | Chứng nhận | Số đơn vị/doanh số chứng nhận |
| ----------------------------------------- | ---------- | ----------------------------- |
| Canada (Music Canada)                     | Bạch kim   | 100.000^                      |
| Anh Quốc (BPI)                            | Bạc        | 250.000^                      |
| Hoa Kỳ (RIAA)                             | Vàng       | 1.000.000^                    |
| ^ Chứng nhận dựa theo doanh số nhập hàng. |            |                               |